# Oinville-sur-Montcient
Oinville-sur-Montcient là một xã thuộc tỉnh Yvelines, trong vùng Île-de-France, Pháp, cự ly khoảng 14 km về phía đông bắc của Mantes-la-Jolie và 6 km về phía tây bắc của Meulan.
Nằm ở phía nam Vexin Pháp, trong thung lũng Montcient, Oinville-sur-Montcient là một xã nông nghiệp. Các xã giáp ranh là: Montalet-le-Bois và Jambville về phía bắc, Brueil-en-Vexin về phía tây, Seraincourt, Juziers và Mézy-sur-Seine về phía nam. 